# Liste von Schnee- und Lawinenforschungszentren
Diese Liste gibt Institutionen der Schneeforschung und Lawinenkunde.
Die Schneeforschung ist als solche eine recht junge interdisziplinäre geowissenschaftliche Disziplin, die den Bogen von der klassischen Glaziologie (Gletscherkunde) über Meteorologie (Forschung über Schneefall) und Hydrologie (Gewässerkunde) bis hin zur Geophysik der Massenbewegungen (Lawinen und nivale Geomorphologie) und der Kristallographie (Gestalt, Umwandlung und innere Mechanik des Schnees) spannt. Die Lawinenkunde wurde früher nur phänomenologisch behandelt und wird erst seit der Entwicklung modernen Großrechner in der Simulation auch als Grundlagenforschung praktiziert.

## Liste
gegr. … gegründet
Der Weblink zielt auf die Nachrichtenseite der Website
| Land               | Name (Dienst/Org.) | Abk.                   | englisch                                      | gegr. | Sitz                        | Anmerkung |
| ------------------ | --- | ---------------------- | --------------------------------------------- | ----- | --------------------------- | --- |
| Frankreich         | Erosion torrentielle, neige et avalanches | ETNA                   |                                               |       | Grenoble                    | Unité des Centre Irstea de Grenoble (ETGR) des Institut national de recherche en sciences et technologies pour l'environnement et l'agriculture (Irstea, ex Cemagref)                                                                                     |
| Italien            | ARPAV-Centro Valanghe Arabba | CSVDI                  | ARPAV – Arabba Avalanche Centre               |       | Arabba di Livinallongo (BL) | Servizio Centro der Agenzia Regionale per la Prevenzione e Protezione Ambientale del Veneto (ARPA Veneto); ehem. Centro Sperimentale Valanghe e Difesa Idrologica                                                                                         |
| Kanada             | Canadian Avalanche Centre / Association canadienne des avalanches                                                                                                | CAC/ACA                | Canadian Avalanche Centre                     | 2004  | Revelstoke, BC              | Nationaler Lawinendienst, Dokumentationszentrum für Lawinenunfälle |
| Kanada             | Centre d’avalanche de la Haute-Gaspésie / Quebec Avalanche Centre                                                                                                |                        | Quebec Avalanche Centre                       | 2006  | Sainte-Anne-des-Monts (QC)  | Dokumentationszentrum für Lawinenunfälle, Non-profit organization (Organisme sans but lucratif) unter Aufsicht der Provinz Québec |
| Norwegen           | Norges Geotekniske Institutt | NGI Snøskred/Avalanche |                                               | 2009  | Oslo                        | Allgemeines geophysikalisches Forschungsinstitut |
| Österreich         | Abteilung für Schnee und Lawine | BFW Schnee und Lawine  | Unit of Avalanche and Torrent Research        |       | Innsbruck                   | Abteilung des Institut für Naturgefahren des Bundesforschungs- und Ausbildungszentrum für Wald, Naturgefahren und Landschaft (BFW) unter dem Bundesministerium für Land- und Forstwirtschaft, Umwelt und Wasserwirtschaft (BMLFUW, Lebensministerium)     |
| Österreich         | Institut für Alpine Naturgefahren | IAN                    | Institute of Mountain Risk Engineering        |       | Wien                        | Abteilung des Department für Bautechnik und Naturgefahren der Universität für Bodenkultur |
| Schweiz            | WSL-Institut für Schnee- und Lawinenforschung / WSL Institut pour l’étude de la neige et des avalanches / WSL Istituto per lo studio della neve e delle valanghe | SLF                    | WSL Institute for Snow and Avalanche Research | 1942  | Davos Dorf GR               | Abteilung der Eidgenössischen Forschungsanstalt für Wald, Schnee und Landschaft (WSL) |
| Spanien            | Instituto Geológico de Cataluña | IGC Allaus             | Geological Institute of Catalonia             | 2005  | Barcelona                   | Allgemeines geophysikalisches Forschungsinstitut der Generalitat de Catalunya; Lawinenwarndienst |
| Vereinigte Staaten | Colorado Avalanche Information Center | CAIC                   | Colorado Avalanche Information Center         | 1973  | Boulder CO                  | Datenbank der Lawinenunfälle, seit 1987 unter Verwaltung des Colorado Geological Survey |
| Vereinigte Staaten | National Snow and Ice Data Center | NSIDC                  | National Snow and Ice Data Center             | 1976  | Boulder CO                  | Datenbank der Schneeforschung National Snow and Ice Data Center Distributed Active Archive Center (DAAC) in Kooperation mit NOAA und NASA; heute Teil des Cooperative Institute for Research in Environmental Sciences (CIRES) der University of Colorado |